# Dreamlover
«Dreamlover» es una canción escrita y producida por la cantante estadounidense Mariah Carey, Dave Hall y Walter Afanasieff del álbum Music Box (1993). Cuenta con un sample de la canción "Blind Alley", del grupo The Emotions, escrita por David Porter, aunque utiliza un órgano Hammond B-3. La protagonista se imagina al hombre ideal, el "amante de sus sueños".
Fue el primer sencillo de Music Box y marcó el inicio de una tendencia para Carey, quien empezó a utilizar samples como base de los principales sencillos de sus álbumes de estudio; ejemplos posteriores incluyen "Fantasy" (1995), "Honey" (1997) y "Heartbreaker" (1999). Fue nominada a los premios Grammy de 1994 a la Mejor Interpretación Vocal Pop Femenina, perdiendo ante "I Will Always Love You", de Whitney Houston. Ganó un premio pop BMI.
"Dreamlover" fue una de las canciones más aplaudidas en los conciertos de Mariah Carey. Hasta The Adventures of Mimi Tour, la cantante la ha interpretado de forma regular en todas sus giras, siendo una de las primeras canciones.
El cantante Bruce Springsteen utilizó un sample de "Dreamlover" en su canción "Let's Be Friends", de su álbum The Rising (2002).

## Recepción
"Dreamlover" se convirtió en el séptimo sencillo número uno de Mariah Carey en la lista Billboard Hot 100, siendo su mayor éxito en aquella época en Estados Unidos. Alcanzó el número uno en su sexta semana en la lista y permaneció ocho semanas en lo más alto, desde el 5 de septiembre al 30 de octubre de 1993. Sustituyó a la canción "Can't Help Falling in Love" de UB40, y fue reemplazada por "I'd Do Anything for Love (but I Won't Do That)" de Meat Loaf. Pasó 26 semanas en las cuarenta primeras posiciones, convirtiéndose en uno de los mayores éxitos del año. La canción llegó al número uno en otras ocho listas de la revista Billboard y fue el primer sencillo de Carey en recibir la certificación de disco de platino de la asociación estadounidense RIAA.
El sencillo fue un éxito en el resto del mundo, convirtiéndose en el cuarto número uno consecutivo de Carey en Canadá. Entró entre las diez mejores posiciones en Reino Unido y en Australia. Sin embargo, el éxito fue moderado en la Europa continental, entrando entre los veinte mejores puestos en la mayoría de los mercados, pero sin llegar al top cuarenta en Francia y en Alemania.

## Vídeo musical
El vídeo fue dirigido por Diane Martel y fue uno de los primeros en que se dio más control creativo a Mariah Carey. En él, aparece la cantante en los campos del norte de Nueva York en un día de verano con su perro Jack (que aparece en algunos de sus vídeos) antes de subir a un globo aerostático mientras un grupo de hombres sin camisa bailan hip hop.

## Remixes
«Dreamlover» fue el primer sencillo en el que Carey tuvo el control sobre los remixes. Contó con David Morales para crear la versión "Dreamlover" (Def Club Mix) y fue la primera mezcla en que Carey volvió a grabar las voces. El éxito del remix ayudó a lanzar la carrera de Morales, tendiendo un puente entre el pop y la música house, además de iniciar la tendencia de DJ que crean versiones partir de canciones pop. En 2006, la revista Slant calificó la versión Def Club Mix de "Dreamlover" como una de las mejores canciones dance de la historia.
Además de las ediciones, dubs y otras versiones del mix de Morales, también existen otros remixes que utilizaron las voces originales de la canción, como los creados por Brian Morgan de Bam Jam Productions: "Dreamlover" (Theo's Club Joint Mix) y "Dreamlover" (Bam Jam Soul). Por otro lado, también se publicó una versión en directo de "Dreamlover" del especial de televisión Here Is Mariah Carey (1994), lanzado posteriormente en video/DVD.

## Lista de pistas
EE. UU., CD single (casete/sencillo 7")
1. Dreamlover (Álbum Versión)
2. Do You Think of Me (Non-Album Track)

EE. UU., CD maxi single (casete maxisencillo)
1. «Dreamlover» (Álbum Versión)
2. «Dreamlover» (Def Club Mix)
3. «Dreamlover» (Def Instrumental)
4. «Dreamlover» (USA Love Dub)
5. «Dreamlover» (Eclipse Dub)
6. «Dreamlover» (Def Tribal Mix)

Reino Unido, casete
1. «Dreamlover» (Álbum Versión)
2. «Do You Think of Me» (Non-Album Track)

Reino Unido, CD single (primera edición)
1. «Dreamlover» (Álbum Versión)
2. «Do You Think of Me» (Non-Album Track)
3. «Someday»

Reino Unido, CD single (segunda edición)
1. «Dreamlover» (Álbum Versión)
2. «Dreamlover» (Def Club Mix)
3. «Dreamlover» (Eclipse Dub)

Reino Unido, CD maxi single (single vinilo 12")
1. Dreamlover (Def Club Mix)
2. Dreamlover (Def Instrumental)
3. Dreamlover (USA Love Dub)
4. Dreamlover (Eclipse Dub)
5. Dreamlover (Def Tribal Mix)

## Posicionamiento
| Listas (1993)                                       | Posición      |
| --------------------------------------------------- | ------------- |
| EE. UU., Billboard Hot 100                          | 1 (8 semanas) |
| EE. UU., Billboard Hot R&B/Hip-Hop Singles & Tracks | 2             |
| EE. UU., Billboard Hot Dance Music/Club Play        | 1 (1 semana)  |
| EE. UU., Billboard Mainstream Top 40                | 1 (8 semanas) |
| EE. UU., Billboard Rhythmic Top 40                  | 1 (6 semanas) |
| EE. UU., Billboard Adult Contemporary               | 2             |
| EE. UU., ARC Weekly Top 40                          | 1 (8 semanas) |
| Canadá                                              | 1 (3 semanas) |
| Australia, ARIA                                     | 7             |
| Reino Unido, UK Singles Chart                       | 9             |
| Suiza                                               | 13            |
| Alemania                                            | 42            |
| Francia                                             | 49            |